# Pelham Park and City Island Railroad
| Pelham Park and City Island Railroad     | Pelham Park and City Island Railroad |
| ---------------------------------------- | ------------------------------------ |
| Innenansicht von The Flying Lady um 1910 |                                      |
| Spurweite:                               | 1067 / 1435 mm                       |
|                                          |                                      |

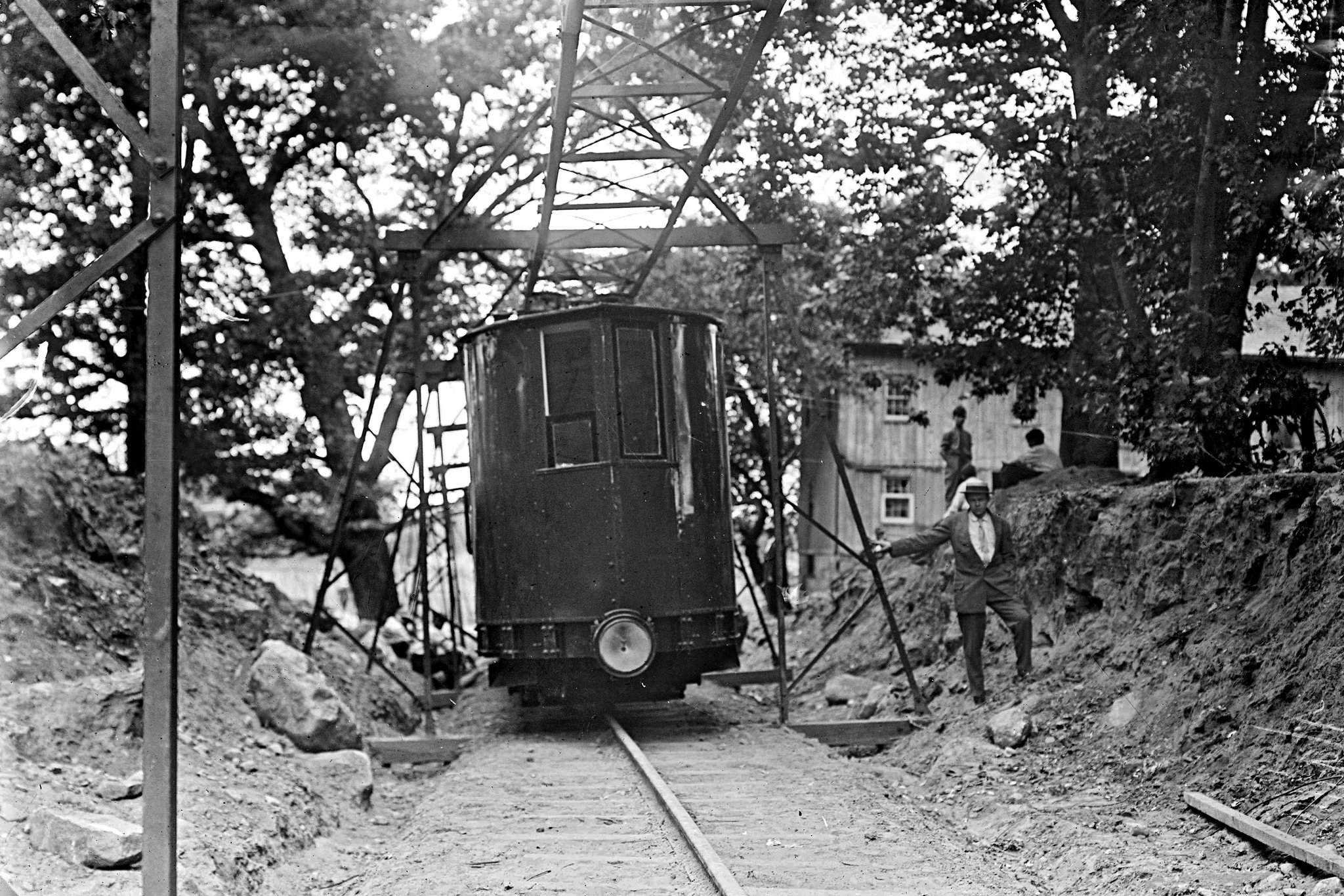
Außenansicht von The Flying Lady mit gelber Lackierung um 1910

Die Pelham Park and City Island Railroad war eine kurze Straßenbahn in der Bronx, New York City, die City Island mit dem Bahnhof Bartow an der Harlem River and Port Chester Railroad auf dem Festland der Bronx verband. Sie wurde die meiste Zeit ihres Bestehens von Pferden gezogen, zwischen 1910 und 1914 wurde der Abschnitt auf dem Festland als elektrisch angetriebene Einschienenbahn betrieben. Der einzige Monorail-Triebwagen hatte den Spitznamen The Flying Lady.

## Geschichte

### Von Pferden gezogene Schmalspurbahn
Die Bahnlinie wurde von zwei Bahngesellschaften, der Pelham Park Railroad Company und der City Island Railroad, am 30. August 1884 gegründet. Die beiden Teilstrecken waren an der Marshall’s Corner auf Rodman’s Neck miteinander verbunden, ganz in der Nähe der Brücke nach City Island. Das durchfahrene Gebiet lag damals in Pelham im Westchester County. Die Pelham Park Railroad Company war der designierte Betreiber der Schmalspurbahn mit einer Spurweite von 1067 mm (Kapspur, 3 Fuß 6 Zoll). Die Bahnlinie vom Bahnhof Bartow bis Marshall’s Corner wurde am 20. Mai 1887 eröffnet. Fünf Tage später wurde sie über die Brücke nach City Island und entlang der City Island Avenue zu Brown’s Hotel verlängert. Im Jahr 1892 erreichte sie Belden’s Point, ihren endgültigen Endbahnhof. Die gesamte Länge der beiden Streckenabschnitte war 5,15 km (3,2 Meilen).
1895 wurde der Borough der Bronx auf seine heutige Größe vergrößert. Die Pferdeeisenbahn verlief daher innerhalb der neuen Grenzen der Bronx. Am 14. März 1902, etwa zwei Jahre vor Inbetriebnahme ihrer eigenen U-Bahn (subway), übernahm die Interborough Rapid Transit Company (IRT) die Kontrolle über die beiden Firmen. Die Vorführung einer experimentellen Einschienenbahn durch Howard Hansel Tunis bei der Jamestown Exposition von 1907 in Virginia beeindruckte das Management der IRT so sehr, dass im Winter von 1908/09 von der New York State Public Service Commission und anderen New Yorker Ämtern die Erlaubnis eingeholt wurde, eine ähnliche elektrisch angetriebene Einschienenbahn zu bauen.

### Elektrische Einschienenbahn

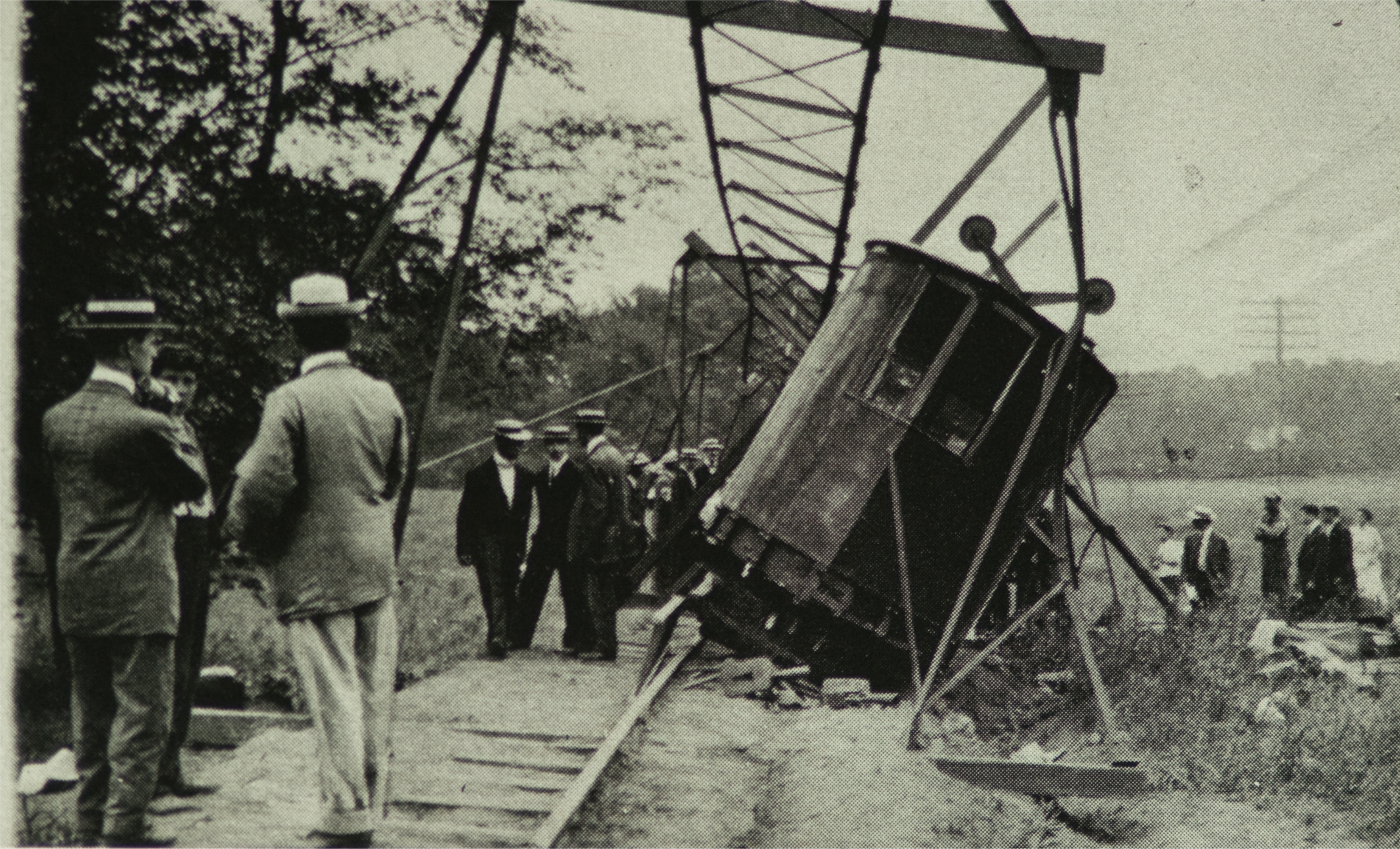
Entgleisung von The Flying Lady bei der Jungfernfahrt am 16. Juli 1910

Die Einschienenbahn zwischen dem Bahnhof Bartow und Marshall’s Corner eröffnete offiziell am 16. Juli 1910, obwohl der Personenverkehr versuchsweise schon zwei Tage zuvor begonnen hatte. An der offiziellen Jungfernfahrt nahmen mehr als 100 Fahrgäste in einem Wagen, der für 40 Fahrgäste ausgelegt war, teil. In den Kurven brachte die Masse der Fahrgäste das Fahrzeug durch die Zentrifugalkraft in Schräglage, wodurch die Holzkonstruktion oberhalb des Triebwagens zu stark belastet wurde. In der dritten Kurve entgleiste das Fahrzeug, wobei mehrere Fahrgäste sich verletzten: ein gebrochenes Bein, eine gebrochene Nase, ein gequetschter linker Finger, ein geschwollenes Gesicht und Schnittwunden im Gesicht durch Glassplitter. Obwohl die Führungsschienen verbogen waren, brachen sie nicht, sodass der Triebwagen nicht vollkommen umkippte. Der Schaffner verriegelte die Türen, um zu vermeiden, dass die Fahrgäste bei der Evakuierung elektrische Stromschläge von den unter Strom stehenden Führungsschienen erhielten. Der Triebwagenführer Howard Tunis brach sich eine Rippe, was ihn nicht davon abhielt, Reportern vom Krankenbett aus zu versichern, dass es sich dabei nur um ein kleines Missgeschick gehandelt habe, wie es in jedem Forschungslabor täglich passiert.
Der Betrieb wurde mit eingeschränkter Geschwindigkeit am 14. November 1910 wieder aufgenommen. Die Einschienenbahn hatte keinen Erfolg und die IRT zwang die Unternehmen am 4. Dezember 1911 in den Bankrott. Die Einschienenbahn am Westende der Bahnlinie und die Schmalspur-Pferdeeisenbahn blieben weiter in Betrieb.

### Elektrische Normalspurbahn
1913 entschied sich die IRT, die Bahnlinie für eine elektrische Straßenbahn auf Normalspur (1435 mm) umzuspuren und vereinte die beiden Unternehmen dafür in die „Pelham Park and City Island Railroad“, die am 1. Juli 1913 den Betrieb aufnahm. Die Gleise über die Brücke wurden umgespurt und geleaste Pferdebahnwagen der New York Railways wurden darauf eingesetzt. Der Betrieb der Einschienenbahn wurde am 3. April 1914 eingestellt, woraufhin vorübergehend ein von den Fifth Avenue Coach Lines geleaster Bus den Personentransport übernahm.
Am 9. Juli 1914 wurde das Unternehmen von seinem Eigentümer, der Interborough Rapid Transit Company, an die Third Avenue Railway verkauft. Nach der Verantwortungsübernahme am 1. August 1914 vollendete die Third Avenue schnell den Bau der Normalspurbahn, installierte jedoch noch keine Oberleitung. Der letzte Pferdebahnwagen in der Bronx wurde mittags am 18. August 1914 eingesetzt. 15 Minuten später wurde der Betrieb vom Bahnhof Bartow bis zum Endbahnhof auf City Island mit batteriegetriebenen Fahrzeugen aufgenommen.
1919 beantragte die Third Avenue Railway wegen unzureichender Liquidität bei der New York Public Service Commission die Betriebseinstellung, die daraufhin genehmigt wurde.
Der Betrieb wurde am 9. August 1919 endgültig eingestellt.